# Természetvédelmi státusz
A természetvédelmi státusz az egyes élőlényfajok állományának helyzetét jellemző kategória.
Az élőlények természetvédelmi státuszának legismertebb, legnagyobb múltú és legátfogóbb globális leltára a Természetvédelmi Világszövetség által létrehozott és fenntartott Vörös Lista.

## A Vörös lista kategóriái
| A Vörös Lista kategóriái | A Vörös Lista kategóriái                  | A Vörös Lista kategóriái                         |
| ------------------------ | ----------------------------------------- | ------------------------------------------------ |
|                          | Kihalt (Extinct)                          |                                                  |
|                          | Vadon kihalt (Extinct in the Wild)        |                                                  |
|                          | Fenyegetett (Threatened)                  | Súlyosan veszélyeztetett (Critically Endangered) |
|                          | Fenyegetett (Threatened)                  | Veszélyeztetett (Endangered)                     |
|                          | Fenyegetett (Threatened)                  | Sebezhető (Vulnerable)                           |
|                          | Mérsékelten fenyegetett (Near Threatened) |                                                  |
|                          | Nem fenyegetett (Least Concern)           |                                                  |
|                          | Adathiányos (Data Deficient)              |                                                  |
|                          | Felméretlen (Not Evaluated)               |                                                  |

A „Fenyegetett” csak félhivatalos kategória, a három alkategória gyűjtőneve.

## Egyéb, informális kategóriák
- Fosszilis (Fossil): A földtörténeti múltban élt, nem recens fajokat a természetvédő szervezetek nem osztályozzák, a kategóriát mégis gyakran használják.
- Régen kihalt (Prehistoric): Azokra a recens fajokra alkalmazzák, amelyek körülbelül 10 000 évvel ezelőttől a 16. századig haltak ki, ezért a természetvédő szervezetek nem osztályozzák őket.
- Közönséges (Secure): Általában azokra a fajokra alkalmazzák, amelyek olyannyira távol állnak a kihalástól, hogy a Vörös Lista „Nem fenyegetett” kategóriájába sem kerültek be.
- Háziasított (Domesticated): Vadon élő fajok házasított változatai, általában a „Közönséges” kategóriába is besorolhatók.
- Funkcionálisan kihalt: A faj megmaradt egyedei már nem tudják szaporodással ellensúlyozni az egyedszám csökkenését (például életkoruk vagy egészségi állapotuk miatt, vagy mert túlságosan szétszórtan élnek), az ökoszisztémájában a faj már nem játszik fontos szerepet.